# Sonata da chiesa
A sonata da chiesa olasz szó, jelentése „templomi szonáta”.
A szonáták hangszerekre íródott zenei művek, három vagy több tétellel. Ezeknek két változatuk van: az egyik ez, ami inkább visszafogottabb, így jobban alkalmazkodik a templomi körülményekhez, a másik a sonata da camera (kamaraszonáta), amelyik gyakran igen eleven és különböző tánctémákat dolgoz fel.
A sonata da chiesa egy, a barokk kortól jelen lévő zenei műfaj, általában négy tétellel. A tételek sorrendje általában lassú-gyors-lassú-gyors, ahol a második gyors tétel általában egy fúgatikus Allegro, a hátsó két tétel pedig valamilyen bináris mű, ami lehet például sarabande és gigue.
A tévhittel ellentétben ezeket a műveket nem egyházi ceremóniák közben adták elő, hanem rendes koncerten – igaz, eleinte ezek nagy részét az egyház szervezte, és templomban adták elő.
A legjobb példa ezen műfajra a milánói Arcangelo Corelli 6 Sonata da Chiesa, Op. 1 c. sorozata.
1700 körül a műfaj egybeolvadt a kamaraszonátával, ebből alakult ki a szonáta. Ennek ellenére későbbi szerzők, például Haydn vagy Mozart is írt egy-két ilyen műfajú darabot.